# Garcinia nitida
Garcinia nitida är en tvåhjärtbladig växtart som beskrevs av Jean Baptiste Louis Pierre. Garcinia nitida ingår i släktet Garcinia och familjen Clusiaceae. Inga underarter finns listade i Catalogue of Life.